# Erik Rutan
Erik Rutan (ur. 10 czerwca 1971) – amerykański muzyk, kompozytor, producent muzyczny i  multiinstrumentalista. Frontman i gitarzysta deathmetalowego zespołu Hate Eternal. Były członek zespołu Morbid Angel. Występował ponadto w zespołach Alas i Ripping Corpse.
Właściciel studia nagraniowego Mana Recording Studios na Florydzie. Jest producentem m.in. albumów: Kill zespołu Cannibal Corpse, A Haunting Curse zespołu Goatwhore, Icons of Evil formacji Vital Remains oraz Invidious Dominion grupy Malevolent Creation. Erik Rutan uchodzi za bardzo utalentowanego gitarzystę. Odebrał wykształcenie muzyczne. Jako swoje inspiracje wymienia Mozarta, Vivaldiego, Beethovena, Slayer, Destruction i Iron Maiden.
Rutan gra m.in. na gitarze B.C. Rich Ironbird. W pracy w studiu używa m.in. wzmacniacza polskiej produkcji Laboga Mr Hector.

## Dyskografia
- Ripping Corpse – Dreaming with the Dead (1991, Maze Records)
- Morbid Angel – Domination (1995, Earache Records)
- Morbid Angel – Entangled in Chaos (1996, Earache Records)
- Morbid Angel – Gateways to Annihilation (2000, Earache Records)
- Alas – Absolute Purity (2001, Hammerheart Records)
- Uphill Battle – Uphill Battle (2002, Relapse Records, mastering)
- Ophiolatry – Anti-Evangelistic Process (2002, Evil Vengeance, mastering)
- Annotations of an Autopsy – II: The Reign of Darkness (2010, Nuclear Blast, miksowanie)
- Misery Index – Heirs to Thievery (2010, Relapse Records, gościnnie wokal)
- Cannibal Corpse – Violence Unimagined (2021, Metal Blade Records)